# Schleizer Dreieck
Schleizer Dreieck (niem. dosł. Trójkąt w Schleizu) – tor wyścigowy znajdujący się w Schleizu. Najstarszy nadal istniejący niemiecki tor wyścigowy.

## Historia

Tor w Schleizu w latach 1923-1988

W 1922 roku Carl Slevogt, główny konstruktor i dyrektor Apollo-Werke z pobliskiej Apoldy, złożył wizytę w Schleizu i wytyczył drogi, które jego zdaniem mogłyby służyć jako tor testujący zużycie paliwa. Wytyczona trasa miała długość 7631 m.  Pierwszy wyścig na tym torze, motocyklowy i samochodowy, odbył się 10 czerwca 1923 roku, ze startem w Oberböhmsdorfie.  W kolejnych latach na torze rozgrywano głównie wyścigi motocyklowe, w tym mistrzostwa Niemiec, mimo niebezpiecznej charakterystyki toru: braku zabezpieczeń na zakrętach, braku asfaltu na całej długości i nierównej nawierzchni, drzew i zboczy wokół toru. Zawody na Schleizu cieszyły się rosnącą popularnością: w 1928 roku zgromadziły 35 000, w 1929 roku już 100 000, a w 1930 roku obserwowało je już 120 000 widzów.
W roku 1931 po raz pierwszy zorganizowano na Schleizer Dreieck zawody międzynarodowe, a dwa lata później z rekomendacji Waltera Bäumera na torze rozpoczęły rywalizację samochody; zwyciężył wówczas Bobby Kohlrausch. Po 1937 roku zrezygnowano z organizacji wyścigów wskutek niedostatecznych standardów bezpieczeństwa. Pierwsze powojenne zawody na Schleizer Dreieck odbyły się 17 października 1948 roku. W 1950 roku wyścig oglądało 250 000 osób. W latach 60. na torze rozpoczęto organizację Formuły 3 z udziałem wielu zachodnich zawodników, a także Pucharu Pokoju i Przyjaźni. W 1988 roku trasa została skrócona do 6791 m, natomiast w 1991 roku wstawiono dwie szykany. W 2004 roku nastąpiło znaczne skrócenie trasy, która od tamtej pory ma długość 3805 m.

## Zwycięzcy w Pucharze Pokoju i Przyjaźni

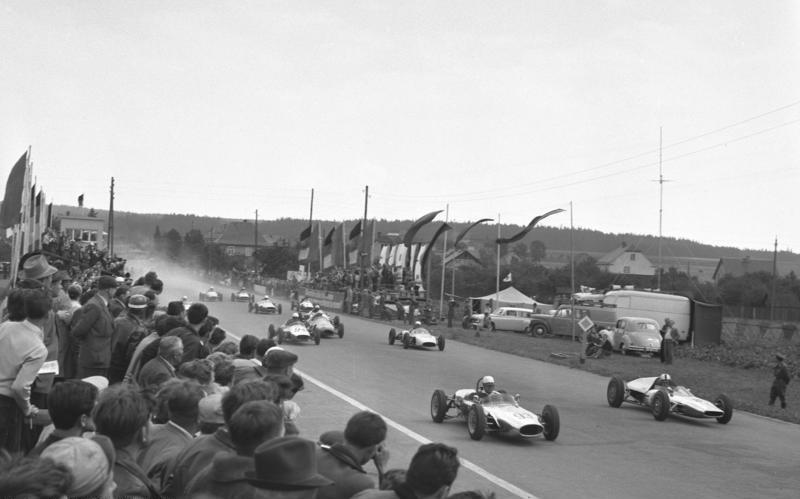
Start do wyścigu Formuły 3 – Schleizer Dreieckrennen 1963

| Sezon | Kierowca            | Samochód           |
| ----- | ------------------- | ------------------ |
| 1966  | Jerzy Jankowski     | Rak 64-Ford        |
| 1970  | Vladislav Ondřejík  | Lotus 41C-Ford     |
| 1971  | Wolfgang Küther     | Melkus 64-Wartburg |
| 1972  | Jaroslav Bobek      | MTX 1107-Škoda     |
| 1975  | Hartmut Thaßler     | HTS-Łada           |
| 1976  | Ulli Melkus         | HTS-Łada           |
| 1977  | Ulli Melkus         | MT 77-Łada         |
| 1978  | Heiner Lindner      | MT 77-Łada         |
| 1979  | Václav Lim          | Avia AE2-Łada      |
| 1980  | Frieder Kramer      | MT 77-Łada         |
| 1981  | Frieder Kramer      | MT 77-Łada         |
| 1982  | Bernd Kasper        | MT 77-Łada         |
| 1983  | Ulli Melkus         | MT 77-Łada         |
| 1984  | Jan Veselý          | RAF 80-Łada        |
| 1985  | Ulli Melkus         | MT 77-Łada         |
| 1986  | Bernd Kasper        | MT 77-Łada         |
| 1987  | Ulli Melkus         | MT 77-Łada         |
| 1988  | Wiktor Kozankow     | Estonia 21.10-Łada |
| 1989  | Toivo Asmer         | Estonia 21M-Łada   |
| 1990  | Aleksandr Potiechin | Estonia 21M-Łada   |